# Nanokogia
Nanokogia is een geslacht van uitgestorven dwergpotvissen die tijdens het Laat-Mioceen in de Caribische Zee leefden.

## Fossiele vondsten
Fossielen van Nanokogia zijn gevonden in de Chagres Sandstone van de Chagres-formatie in Panama. Bij het plaatsje Piña zijn twee schedels gevonden van ongeveer 7 miljoen jaar oud.

## Kenmerken
Nanokogia was ongeveer twee meter lang. Dit dier voedde zich waarschijnlijk met inktvissen en vissen.